# Athlītikī Enōsī Lemesou 2014-2015
Questa voce raccoglie le informazioni riguardanti l'Athlītikī Enōsī Lemesou nelle competizioni ufficiali della stagione 2014-2015.

## Stagione
L'AEL Lemesos ha chiuso la stagione regolare al 7º posto, entrando così nella poule retrocessione. La squadra ha poi chiuso all'8º posto,  il 2º posto della poule. A questo risultato si è affiancato il raggiungimento della finale della coppa nazionale, in cui l'AEL Lemesos è stato però sconfitto dall'APOEL. La formazione cipriota era inoltre qualificata alla Champions League 2014-2015, in cui è stata però estromessa dallo Zenit San Pietroburgo nel terzo turno di qualificazione. Ripescato in Europa League, l'AEL Lemesos è stato eliminato agli spareggi dal Tottenham.

## Maglie e sponsor
Lo sponsor tecnico per la stagione 2014-2015 è stato Nike, mentre lo sponsor ufficiale è stato Cyta. La divisa casalinga era composta da una maglietta gialla e blu, con pantaloncini e calzettoni gialli. Quella da trasferta era invece totalmente nera, con inserti gialla.
| Casa | Trasferta |

## Rosa
| N. |                       | Ruolo | Calciatore        |
| -- | --------------------- | ----- | ----------------- |
| 1  | Marocco (bandiera)    | P     | Karim Fegrouch    |
| 2  | Venezuela (bandiera)  | D     | Jonathan España   |
| 4  | Cipro (bandiera)      | D     | Valentinos Sielīs |
| 5  | Argentina (bandiera)  | C     | Esteban Sachetti  |
| 6  | Senegal (bandiera)    | D     | Massamba Sambou   |
| 7  | Nigeria (bandiera)    | A     | Marco Tagbajumi   |
| 8  | Cipro (bandiera)      | C     | Andreas Staurou   |
| 9  | Polonia (bandiera)    | A     | Łukasz Gikiewicz  |
| 10 | Brasile (bandiera)    | A     | Diego Barcelos    |
| 11 | Portogallo (bandiera) | C     | Carlos Tavares    |
| 12 | Cipro (bandiera)      | C     | Marios Nikolaou   |
| 14 | Cipro (bandiera)      | C     | Leandros Lillis   |
| 15 | Svezia (bandiera)     | C     | Maic Sema         |
| 17 | Brasile (bandiera)    | A     | Danielzinho       |
| 19 | Brasile (bandiera)    | C     | Edmar             |
| 20 | Brasile (bandiera)    | C     | Luciano Bebê      |

| N. |                          | Ruolo | Calciatore          |
| -- | ------------------------ | ----- | ------------------- |
| 21 | Angola (bandiera)        | D     | Marco Airosa        |
| 23 | Capo Verde (bandiera)    | D     | Carlitos            |
| 25 | Francia (bandiera)       | D     | Bernard Mendy       |
| 27 | Cipro (bandiera)         | C     | Giōrgos Eleutheriou |
| 30 | Spagna (bandiera)        | P     | Pulpo Romero        |
| 32 | Romania (bandiera)       | A     | Alexandru Ioniță    |
| 33 | Mauritania (bandiera)    | C     | Diallo Guidileye    |
| 40 | Cipro (bandiera)         | P     | Vangelis Georgiou   |
| 44 | Francia (bandiera)       | D     | Joshua Nadeau       |
| 45 | Cipro (bandiera)         | D     | Andreas Kyriakou    |
| 50 | Portogallo (bandiera)    | D     | Cadú                |
| 77 | Spagna (bandiera)        | A     | Adrián Sardinero    |
| 90 | Guinea-Bissau (bandiera) | C     | Zézinho             |
| 94 | Ghana (bandiera)         | C     | Carlos Ohene        |
| 99 | Venezuela (bandiera)     | A     | Jaime Moreno        |

## Statistiche

### Statistiche dei giocatori
| Giocatore      | A' Katīgoria | A' Katīgoria | A' Katīgoria | A' Katīgoria | Kypello Kyprou | Kypello Kyprou | Kypello Kyprou | Kypello Kyprou | Champions League+Europa League | Champions League+Europa League | Champions League+Europa League | Champions League+Europa League | Altre coppe | Altre coppe | Altre coppe | Altre coppe | Totale   | Totale | Totale      | Totale     |
| Giocatore      | Presenze     | Reti         | Ammonizioni  | Espulsioni   | Presenze       | Reti           | Ammonizioni    | Espulsioni     | Presenze                       | Reti                           | Ammonizioni                    | Espulsioni                     | Presenze    | Reti        | Ammonizioni | Espulsioni  | Presenze | Reti   | Ammonizioni | Espulsioni |
| -------------- | ------------ | ------------ | ------------ | ------------ | -------------- | -------------- | -------------- | -------------- | ------------------------------ | ------------------------------ | ------------------------------ | ------------------------------ | ----------- | ----------- | ----------- | ----------- | -------- | ------ | ----------- | ---------- |
| M. Airosa      | 0            | 0            | 0            | 0            | 0              | 0              | 0              | 0              | 0                              | 0                              | 0                              | 0                              |             |             |             |             | 0        | 0      | 0           | 0          |
| D. Barcelos    | 8            | 2            | 1            | 0            | 0              | 0              | 0              | 0              | 1+2                            | 0                              | 0                              | 0                              |             |             |             |             | 11       | 2      | 1           | 0          |
| L. Bebê        | 16+2         | 4+0          | 6+0          | 1+0          | 7              | 0              | 1              | 0              | 1+2                            | 0                              | 0+1                            | 0                              |             |             |             |             | 28       | 4      | 8           | 1          |
| Cadú           | 10           | 2            | 4            | 1            | ?              | ?              | ?              | ?              | 2+2                            | 0                              | 1+1                            | 0                              |             |             |             |             | 14+      | 2+     | 6+          | 1+         |
| Carlitos       | 15+3         | 0            | 2+0          | 0            | ?              | ?              | ?              | ?              | 2+2                            | 0                              | 0                              | 0                              |             |             |             |             | 22+      | 0+     | 2+          | 0+         |
| Danielzinho    | 10           | 4            | 1            | 0            | ?              | ?              | ?              | ?              | 2+1                            | 0                              | 1+0                            | 1+0                            |             |             |             |             | 13+      | 4+     | 2+          | 1+         |
| Edmar          | 17+3         | 1+0          | 3+0          | 0            | ?              | ?              | ?              | ?              | 2+2                            | 0                              | 0                              | 0                              |             |             |             |             | 24+      | 1+     | 3+          | 0+         |
| G. Eleutheriou | 6+3          | 0            | 2+0          | 0            | ?              | ?              | ?              | ?              | 2+1                            | 0                              | 2+0                            | 0                              |             |             |             |             | 12+      | 0+     | 4+          | 0+         |
| J. España      | 4+1          | 0            | 2+0          | 0            | ?              | ?              | ?              | ?              | 0                              | 0                              | 0                              | 0                              |             |             |             |             | 5+       | 0+     | 2+          | 0+         |
| K. Fegrouch    | 2+4          | -7           | 0            | 0            | ?              | -?             | ?              | ?              | 2+2                            | -5                             | 0+1                            | 0                              |             |             |             |             | 10+      | -12+   | 1+          | 0+         |
| V. Georgiou    | 0            | -0           | 0            | 0            | ?              | ?              | ?              | ?              | 0                              | -0                             | 0                              | 0                              |             |             |             |             | 0+       | 0+     | 0+          | 0+         |
| L. Gikiewicz   | 10           | 3            | 0            | 0            | ?              | ?              | ?              | ?              | 2+2                            | 1+0                            | 0                              | 0                              |             |             |             |             | 14+      | 4+     | 0+          | 0+         |
| D. Guidileye   | 15+3         | 0            | 5+2          | 0            | ?              | ?              | ?              | ?              | 2+2                            | 0                              | 0                              | 0                              |             |             |             |             | 22+      | 0+     | 7+          | 0+         |
| A. Ioniță      | 6+2          | 2+0          | 0            | 0            | ?              | ?              | ?              | ?              | 0                              | 0                              | 0                              | 0                              |             |             |             |             | 8+       | 2+     | 0+          | 0+         |
| A. Kyriakou    | 2+2          | 0            | 0            | 1+0          | ?              | ?              | ?              | ?              | 0                              | 0                              | 0                              | 0                              |             |             |             |             | 4+       | 0+     | 0+          | 1+         |
| L. Lillis      | 0+1          | 0            | 0            | 0            | ?              | ?              | ?              | ?              | 0                              | 0                              | 0                              | 0                              |             |             |             |             | 1+       | 0+     | 0+          | 0+         |
| J. Moreno      | 0            | 0            | 0            | 0            | ?              | ?              | ?              | ?              | 0                              | 0                              | 0                              | 0                              |             |             |             |             | 0+       | 0+     | 0+          | 0+         |
| J. Nadeau      | 3+1          | 0            | 0            | 0            | ?              | ?              | ?              | ?              | 0                              | 0                              | 0                              | 0                              |             |             |             |             | 4+       | 0+     | 0+          | 0+         |
| M. Nikolaou    | 13+3         | 0+1          | 2+0          | 0            | ?              | ?              | ?              | ?              | 2+2                            | 0                              | 0                              | 0                              |             |             |             |             | 20+      | 1+     | 2+          | 0+         |
| C. Ohene       | 3+1          | 0            | 0            | 0            | ?              | ?              | ?              | ?              | 0                              | 0                              | 0                              | 0                              |             |             |             |             | 4+       | 0+     | 0+          | 0+         |
| P. Romero      | 15+0         | -22          | 2+0          | 0            | ?              | ?              | ?              | ?              | 0+1                            | -3                             | 0                              | 0                              |             |             |             |             | 16+      | -25+   | 2+          | 0+         |
| E. Sachetti    | 6+4          | 0            | 3+1          | 0            | ?              | ?              | ?              | ?              | 0                              | 0                              | 0                              | 0                              |             |             |             |             | 10+      | 0+     | 4+          | 0+         |
| M. Sambou      | 6+1          | 1+0          | 1+0          | 0            | ?              | ?              | ?              | ?              | -                              | -                              | -                              | -                              |             |             |             |             | 7+       | 1+     | 1+          | 0+         |
| A. Sardinero   | 16+3         | 1+1          | 0            | 1+0          | ?              | ?              | ?              | ?              | 2+2                            | 0+1                            | 0                              | 0                              |             |             |             |             | 23+      | 3+     | 0+          | 1+         |
| M. Sema        | 4+4          | 0+1          | 0            | 0            | ?              | ?              | ?              | ?              | -                              | -                              | -                              | -                              |             |             |             |             | 8+       | 1+     | 0+          | 0+         |
| V. Sielīs      | 13+4         | 1+0          | 6+1          | 0            | ?              | ?              | ?              | ?              | 2+2                            | 0                              | 1+0                            | 0                              |             |             |             |             | 21+      | 1+     | 8+          | 0+         |
| A. Staurou     | 10+2         | 2+0          | 1+0          | 0            | ?              | ?              | ?              | ?              | 0                              | 0                              | 0                              | 0                              |             |             |             |             | 12+      | 2+     | 1+          | 0+         |
| M. Tagbajumi   | 12+4         | 4+3          | 4+2          | 0            | 6              | 3              | 2              | 0              | 2+2                            | 0                              | 0                              | 0                              |             |             |             |             | 26       | 10     | 8           | 0          |
| C. Tavares     | 8+0          | 0            | 2+0          | 0            | ?              | ?              | ?              | ?              | 0+1                            | 0                              | 0                              | 0                              |             |             |             |             | 9+       | 0+     | 2+          | 0+         |
| Zézinho        | 2            | 0            | 0            | 0            | ?              | ?              | ?              | ?              | 2+0                            | 0                              | 1+0                            | 0                              |             |             |             |             | 4+       | 0+     | 1+          | 0+         |